# Cascajuelo
Cascajuelo, en femenino cascajuela,  es el gentilicio de la persona natural o procedente de Villalmanzo, localidad de la provincia de Burgos, España. Este gentilicio tiene origen en el tipo de suelo que hay en esta localidad, el cascajo o canto rodado de río. Suelo en el que el cultivo de vid es muy favorable, de aquí que se haya creado la denominación de origen Arlanza.